# Potențial local
Potentialul local este modificarea potențialului de repaus al unui neuron în urma unei stimulări subliminale, ce nu produce un potențial de acțiune. 

## Mecanism
Stimulii subliminali determină deschiderea a puține canale ionice de Na+ și produc o depolarizare insuficientă, mai mică de 15 mV. Influxul de K+ poate restabili potențialul la o valoare de repaus. 
Totuși, potențialul local sensibilizează neuronul (pentru un timp), iar prin sumarea spațială sau temporală a mai multor potențiale se poate produce în final un potențial de acțiune, ce este transmis mai departe la altă celulă. Potențialul local în sine nu se transmite mai departe, decât dacă are loc sumarea.
Exemple de astfel de potențiale sunt:
- potențialul postsinaptic inhibitor,
- potențialul postsinaptic excitator,
- potențialul de receptor.